# Red Balaban
Leonard "Red" Balaban (22 december 1922) is een Amerikaanse jazz-tubaïst, -sousafonist en -gitarist.
Balaban, een zoon van Barney Balaban, voormalig directeur van Paramount Pictures, was vanaf 1952 veehouder. Vanaf 1966 speelde hij in de dixieland-club Your Father's Moustache in New York. Hij werkte als sideman van Wild Bill Davison, Eddie Condon, Gene Krupa, Dick Wellstood en Kenny Davern. In 1975 opende hij met instemming van zijn vriend Condon in New York een derde "Eddie Condon's"-club en werd hier de leider van de huisband, Balaban & the Cats. In die groep hebben onder meer Vic Dickinson, Warren Vaché en Connie Kay gespeeld. De club sloot de deuren in het midden van de jaren tachtig, maar Balaban bleef ook daarna als muzikant actief.

## Discografie
- Red Balaban & the Eddie Condon All Stars, vol. 1 & 2 (live-opnames, 1978), Jazzology Records, 2004
- Travelin'-The Red Balaban Hot Club of 54th Street, feat. Jack Maheu, Jazzology Records, 2008
- A Night at the New Eddie Condon's, Classic Jazz Music, 2009
- Home Cooking
- Son of Home Cooking,
- Home Cooking Volumes I en II